# Trombocitopenia
Trombocitopenia ou plaquetopenia é a redução do número de plaquetas no sangue, ao contrário do que ocorre na trombocitose. Quando a quantidade de plaquetas no sangue é inferior a 150.000/mm³, diz-se que o indivíduo apresenta trombocitopenia. Pacientes com trombocitopenia possuem maior tendência a apresentar fenômenos hemorrágicos (hemorragias), a depender da causa da trombocitopenia e do número total de plaquetas.

## Causas de trombocitopenias
São causas de trombocitopenia:
- Redução da produção de plaquetas pela medula-óssea: em casos de aplasia medular, fibrose, leucemia ou infiltração por células malignas, quimioterapia para câncer e hipoplasia megacariocítica congênita. A falta de nutrientes necessários para o desenvolvimento de plaquetas como desidratação, deficiência de vitamina B12, toxicidade a niacina (B3) ou de ácido fólico. O diagnóstico pode ser realizado através da biopsia de medula óssea.
- Aumento do seqüestro esplênico: A esplenomegalia eleva a quantidade de plaquetas aprisionadas no baço, aumentando a taxa de lise plaquetária, comumente causadas por hipertensão porta, leucemia com infiltração esplênica de células tumorais, linfoproliferação esplênica (linfoma) e ainda na doença de Gaucher.
- Aumento da destruição de plaquetas: A sobrevida das plaquetas pode ser encurtada devido a vasos anormais, próteses vasculares e trombos de fibrinas. Como exemplo podemos citar a púrpura trombocitopênica trombótica, vasculites, síndrome hemolítico-urêmica, coagulação intravascular disseminada e próteses cardíacas. Algumas doenças infecciosas também podem destruir plaquetas como Dengue, Doença de Lyme e diversas Bacteriemias e Viremias (Sepses).
- Efeito colateral de remédios: Centenas de remédios tem um pequeno risco de causar induzir supressão medular da produção de plaquetas. Dentre eles incluem-se: diuréticos tiazídicos, estrogênios, anti-histamínicos, pantoprazol, interferon, sulfatiazol, novobiocina, p-aminossalicilato, sedativos/hipnóticos e anticonvulsivantes. Alfa-metildopa, digitoxina, sais de ouro e heparina podem induzir destruição imunológica das plaquetas por formação de complexos antígeno-anticorpo e ativação do sistema complemento. A trombocitopenia pela heparina ocorre em 1-3% dos pacientes que recebem esta droga por mais de uma semana. O uso de heparina de baixo peso molecular reduz o risco do desenvolvimento da plaquetopenia.

## Sinais e Sintomas
Dependem da causa da trombocitopenia e do valor da contagem plaquetária. Quando a contagem é maior a 50,000/mm3 geralmente não há sintomas.  A manifestação clássica da trombocitopenia sintomática (menor que 50,000/mm3) é o sangramento. A menstruação se torna mais prolongada e volumosa, podem ocorrer sangramento nasal, nas gengivas e hematomas com qualquer golpe.

## Tratamento
O tratamento depende da causa e da gravidade da doença. O tratamento da trombocitopenia visa principalmente eliminar a causa do problema, que pode significar trocar remédios, mudar a dieta, tratar uma infecção ou usar um corticosteroide para inibir respostas autoimunes e inflamatórias. Também podem ser usados carbonato de lítio ou folato para estimular a produção de plaquetas na medula óssea.